# Huevo militar de acero
El huevo militar de acero es uno de una serie de aproximadamente 50 huevos de Pascua rusos enjoyados creados con supervisión del joyero ruso Peter Carl Fabergé para la familia imperial rusa. Este huevo en particular fue entregado a Alejandra Fiodorovna, la zarina rusa, en la víspera de Pascua de 1916 en nombre del último zar de Rusia, Nicolás II, por el hijo de Fabergé, Eugène, mientras Nicolás II estaba en el frente ruso de la Primera Guerra Mundial. El propio Carl Fabergé estaba ocupado entregando el otro huevo de Pascua de 1916, el Huevo de la Orden de San Jorge, a la madre de Nicolás, la emperatriz viuda María. Es uno de los diez huevos imperiales Fabergé que no se vendieron después de la Revolución Rusa y la subsiguiente ejecución de la familia imperial Romanov, y ahora se encuentra en la colección de la Armería del Kremlin.

## Descripción
Su exterior está hecho de oro y acero, a diferencia de muchos huevos anteriores, el exterior no tenía piedras preciosas incrustadas en ninguna parte, y una vez estuvo recubierto solo con esmalte vítreo, mientras que el interior está forrado de seda y terciopelo. Se encuentra sobre una base cuadrada de jade y está sostenido por cuatro proyectiles de artillería de acero en miniatura.
Originalmente, el acero del huevo estaba ennegrecido por todas partes. Sin embargo, no mucho después de su entrega, comenzó a oxidarse y la capa negra se deterioró (una evaluación del huevo realizada por Christie's en 1927 también señaló que los proyectiles de artillería mostraban daños definidos por oxidación). Como resultado, el acero se pulió para detener este proceso y ahora tiene un color plateado espejo. Fue diseñado por uno de los parientes de Carl Fabergé, Gustav Shkilter, y fabricado principalmente en la planta siderúrgica Putilovskii, conocida por la calidad de su acero.
Como tales regalos de Pascua entre el zar y la zarina, el huevo militar de acero a veces se considera banal y kitsch en su estilo austero y apariencia comparativamente suave, en su mayoría incolora, especialmente una vez que la superficie ennegrecida se ha pulido para que parezca cromo. Gran parte de esto no es un reflejo de un cambio en el estilo o la intención artística de Fabergé, sino más bien de los recursos y trabajadores cada vez más escasos que Fabergé todavía tenía a su disposición para crear el huevo: fue el último que su taller creó y entregó con éxito a la zarina antes de que el zar fuera depuesto, el gobierno ruso colapsara y la nación entrara en la indigencia financiera. Aunque Fabergé continuaría fabricando dos huevos más para 1917, no se entregarían con éxito a los destinatarios previstos y Fabergé se iría de Rusia a Alemania en 1918, amargado y frustrado por no haber recibido ningún pago y su taller había sido completamente nacionalizado por los bolcheviques.

### Sorpresa
El accesorio "sorpresa" que contiene es una pintura en miniatura de Vassilii Zuiev sobre un caballete de oro y acero. El caballete está revestido de esmalte vítreo y el marco de la pintura está forrado con diamantes. La pintura representa al Zar y su hijo apenas adolescente, el zarevich Alexei, con pesados abrigos rusos estudiando detenidamente mapas con ocho altos oficiales rusos junto a un árbol y un par de caballos al frente de la Gran Guerra.

## En ficción
Aparece en The Strangelove Gambit, una novela de Nikolai Dante de David Bishop .